# A-Train (Satelliten)

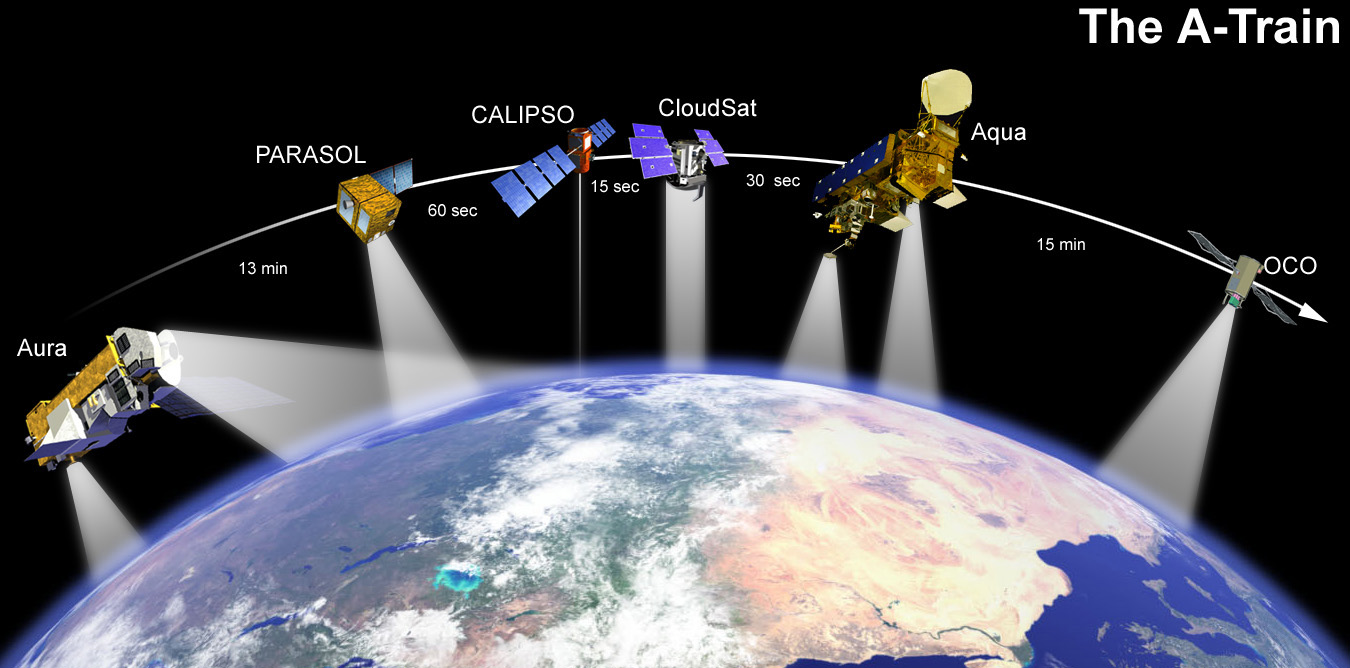
Satelliten im A-Train

A-Train bezeichnet eine Flotte von Raumflugkörpern, die aus sechs Satelliten besteht.
Dabei handelt es sich um die Satelliten Aqua, Aura, CloudSat, PARASOL, CALIPSO und OCO 2. Die sechs Satelliten befinden sich in einer gemeinsamen niedrigen Umlaufbahn in einer Höhe von 705 Kilometern bei der Inklination 98 Grad. Gemeinsam erzeugen die teilweise ähnlichen wissenschaftlichen Instrumente ein Übersichtsbild des irdischen Wetters und globalen Klimas. Die Daten der Satelliten ergänzen sich, da alle das gleiche Gebiet mit nur wenigen Minuten Zeitunterschied überfliegen und so verschiedene Messungen der gleichen Wetter- und Umweltsituation ermöglichen.
Der Name A-Train stammt von dem Jazz-Titel Take the “A” Train, der die Fahrt in einer New Yorker U-Bahn der Linie A zum Thema hat. Die Satellitengruppe erhielt diese Bezeichnung, weil die Satelliten aufgereiht wie Waggons eines Zuges auf derselben Bahn laufen. Zudem steht das A für afternoon (englisch: Nachmittag), da die Satelliten täglich um ungefähr 13:30 lokaler Zeit den Äquator überqueren (sowie um 1:30 erneut auf der Nachtseite der Erde).